# Sébastien Centomo
Sébastien Centomo (né le 23 mars 1981 à Laval dans la province de Québec) est un gardien de but professionnel de hockey sur glace canado-italien,.

## Carrière
En 1998, il a commencé sa carrière avec les Huskies de Rouyn-Noranda dans la Ligue de hockey junior majeur du Québec. En 2001, il est passé professionnel avec les RiverKings de Memphis dans la Ligue centrale de hockey. Le 6 mars 2002, il joua sa première et unique partie dans la Ligue nationale de hockey avec les Maple Leafs de Toronto contre les Red Wings de Détroit. Il a ensuite évolué dans différentes ligues mineures d'Amérique du Nord.

## Trophées et honneurs personnels
Ligue centrale de hockey
- 2002 : élu débutant de la saison.
- 2002 : sélectionné pour participer au Match des étoiles.
- 2008 : sélectionné pour participer au Match des étoiles.
- 2009 : participe au Match des étoiles.